# Листкове тісто

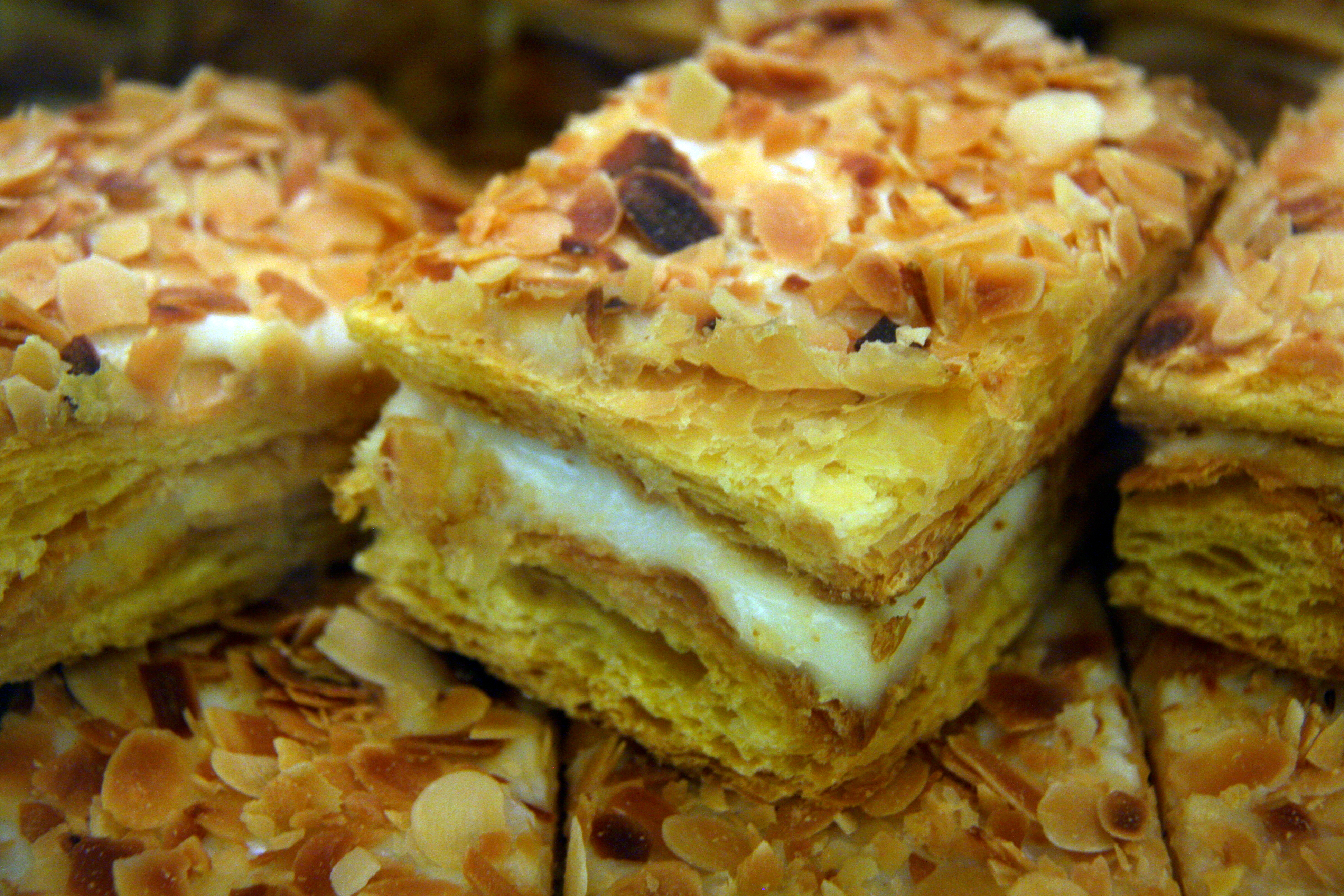
Листкові тістечка з кремом.

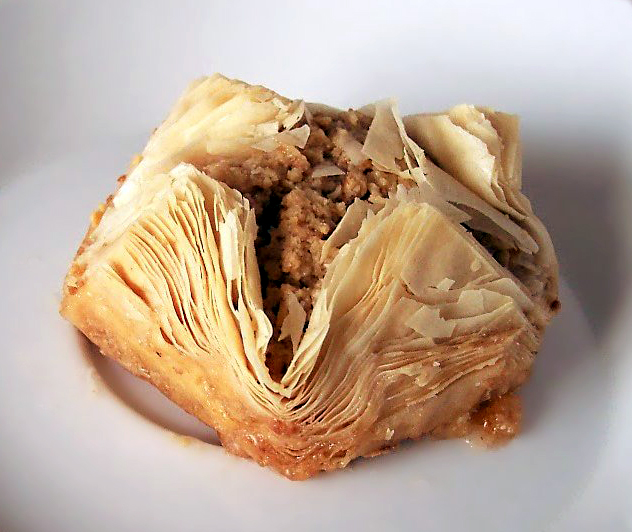
Баклава з горіхами — виготовлена з листкового тіста.

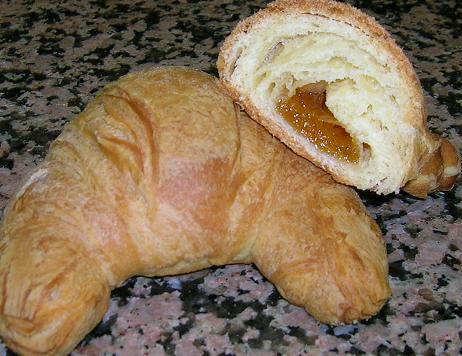
Круасан з листкового тіста і з повидлом.

Листкове тісто може бути дріжджове та без дріжджів, прісне або скороспіле. Особливістю листкового тіста є те, що воно досить пружне та еластичне та не містить цукру. Готові вироби з листкового тіста мають шарувату структуру, зовнішні шари — тверді, внутрішні — м'які. 

## Історія
Перше листкове дріжджове тісто було винайдено у Франції ще у 10 ст. і сталося це зовсім випадково: підмайстер пекаря забув додати вершкове масло у борошно та спробував виправити ситуацію — замішав шматки масла вже до готового тіста. З Франції цей рецепт потрапив до Італії, звідти був завезений місцевими пекарями до Австрії і лише потім його взяли на озброєння кухарі Данії та Німеччини і далі пішов мандрувати по всьому світу.

## Складники
Знадобиться незаморожена, м'яка пачка масла чи маргарину, склянка води чи молока, близько двох склянок борошна (але з більшою кількістю зручніше працювати). Додамо для смаку й дрібку кориці.

## Рецепти і приготування

### Загальна технологія виготовлення
Просіяне борошно ділимо на дві частини. До першої додаємо одну столову ложку оцту й замішуємо водою або молоком, щоб тісто було м'яким. Другу частину борошна січемо з маргарином чи маслом і домішуємо рукою, доки вийде однорідна маса.
Першу частину тіста розкачуємо, на середину кладемо другу, загортаємо конвертом, посипаємо борошном і розкочуємо від себе, не натискаючи. Знову посипаємо борошном і складаємо вдвоє. Загортаємо у серветку й хвилин на двадцять ставимо у холодильник. Цю процедуру повторюємо три-чотири рази.
Тепер тісто можна розкачати остаточно й надати йому потрібної форми: коржі для тортів, фігурні заготовки для тістечок, палянички для пиріжків…
Випікаємо в дуже гарячій духовці, на деку, присипаному борошном. Щоб тістечка чи пиріжки були рум'яними, наприкінці випікання змащуємо поверхню змішаним із цукром жовтком чи дуже солодкою водою.

### Прісне листкове тісто
1 кг борошна, 750 г вершкового масла, 1,5–2 г лимонної кислоти, 2 склянки води (або 1–3 яйця й 1,5 склянки води), сіль. Приблизно 900 г борошна просіяти через дрібне сито на дошку, сформувати з неї гірку й зробити в ній поглиблення. Лимонну кислоту й сіль розчинити у воді й влити цю суміш у поглиблення. Замісити тісто, потім надрізати його хрест-навхрест, накрити чистим кухонним рушником і поставити на холод на 20–30 хв. Борошно, що залишилося, перемішати з розм'якшеним вершковим маслом, сформувати прямокутник товщиною 1,5–2 см і також поставити на холод.
Охолоджене тісто розтягти за краї надрізів, додати йому форму квадрата й розкатати так, щоб його площа виявилася вдвічі більше площі масла, змішаного з борошном (краї тіста повинні бути тонше середини). Застигле масло покласти на середину квадрата з тіста й закрити його краями із двох сторін (краї тіста повинні зійтися на середині шматка масла). Після цього тісто з маслом розкатати в прямокутник товщиною 1–2 см, скласти вчетверо, накрити рушником і витримати на холоді 15–20 хв. Розгортати, складати й охолоджувати тісто ще тричі.

### Рубане (скороспіле) листкове тісто
4 склянки борошна, 500 г вершкового масла або маргарину, 0,80 склянки холодної води, 5 ч. ложок цукру, 0,29 ч. ложки солі. Борошно просіяти на дошку через дрібне сито. Масло або маргарин нарізати невеликими шматочками, викласти на борошно й порубати ножем якомога дрібніше. Сіль і цукор розчинити у воді й, продовжуючи рубати масло з борошном, поступово додавати цю суміш у рубану масу, поки не утвориться однорідне тісто. Поки тісто не буде готово, руками його краще не торкати. Готове тісто поставити в холодильник на кілька годин (можна на добу)

## Вироби з листкового тіста
- Баклава
- Круасан
- Торт «Наполеон»